# Ліга сміху 2016
2-й фестиваль Ліги Сміху розпочали 30 січня 2016 року з кастингу в Одесі.

## Судді
- Юрій Горбунов — український телеведучий, шоумен, актор.
- Олексій Потапенко — український поп- і реп-співак.
- Сергій Сивохо — гравець КВК, актор, телеведучий, продюсер, шоумен.
- Антон Лірник — український шоумен, сценарист, телевізійний ведучий, музикант, резидент Камеді Клаб, учасник «Дуету Чехова», режисер та продюсер.
- Ігор Ласточкін — український актор та капітан команди КВК Збірна Дніпропетровська.
- Олена Кравець — українська акторка, кінопродюсер, телеведуча, учасник Студії Квартал-95.
- Ольга Полякова — українська співачка.[1]

## Відбірковий етап
30 січня 2016 року в Одеському академічному театрі відзняли Гала-концерт, де судді обирали собі команди. Трансляція на телебаченні відбулась 5 та 12 березня на телеканалі «1+1».
| Назва команди                          | Місто        | Тренер            |
| -------------------------------------- | ------------ | ----------------- |
| «Модельное агентство „180 и выше“»а    | Дніпро       | Олексій Потапенко |
| «Де Рішельє»                           | Одеса        | Олексій Потапенко |
| «Прозрачный гонщик»                    | Одеса        | Ігор Ласточкін    |
| «Лукас»                                | Кременчук    | Ігор Ласточкін    |
| «Тяп-Ляп»                              | Ужгород      | Антон Лірник      |
| «Інародний театр абсурду „Воробушек“»а | Харків       | Антон Лірник      |
| «Украинские спасатели»                 | Харків       | Сергій Сивохо     |
| «Кілометр кімоно»                      | Донецьк      | Сергій Сивохо     |
| «Отдыхаем вместе»                      | Хмельницький | Олена Кравець     |
| «V.I.P.»                               | Тернопіль    | Олена Кравець     |
| «Любимый город»                        | Харків       | Юрій Горбунов     |
| «Трио „Разные“ и ведущий»              | Київ         | Юрій Горбунов     |
| «Коліжанки»                            | Львів        | Ольга Полякова    |
| «Замок Любарта»                        | Луцьк        | Ольга Полякова    |
| «Луганська збірна»                     | Луганськ     | --//--            |
| «„С“ в кружочке»                       | Кам'янське   | --//--            |
| «Тобі Алдервейрелд»                    | Прилуки      | --//--            |
| «Безысходность»                        | Прип'ять     | --//--            |
| «Капітан Кентавр»                      | Дніпро       | --//--            |

НОТАТКИ:
а. ↑  Далі просто «180 и выше» та «Воробушек».

## ⅛ фіналу

### Перша гра
4 березня 2016 року в Палаці культури НТУУ «КПІ» відзняли першу гру 1/8 фіналу «Ліги сміху». Тема гри «Знайомство» (з командою, з містом, із тренером). Трансляція на телебаченні відбулась 2 квітня 2016 року на каналі «1+1».
| Назва команди       | Олексій | Ігор | Антон | Сергій | Олена | Юрій | Ольга | Підсумок |
| ------------------- | ------- | ---- | ----- | ------ | ----- | ---- | ----- | -------- |
| «Коліжанки»         | 1       | 1    | 1     | ×      | 1     | 1    | ⭐️    | 5        |
| «Кілометр кімоно»   | 1       | 1    | 1     | ⭐️     | 1     | 1    | ×     | 5        |
| «Прозрачный гонщик» | 1       | ⭐️   | 1     | 1      | 1     | 1    | ×     | 5        |
| «180 и выше»        | ⭐️      | 1    | 1     | 1      | 1     | 1    | 1     | 6        |
| «Тяп-Ляп»           | 1       | ×    | ⭐️    | 1      | 1     | 1    | ×     | 4        |
| «Любимый город»     | 1       | 1    | 1     | 1      | 1     | ⭐️   | 1     | 6        |
| «V.I.P.»            | 1       | 1    | 1     | 1      | ⭐️    | 1    | 1     | 6        |

### Друга гра
4 березня 2016 року в Палаці культури НТУУ «КПІ» відзняли другу гру 1/8 фіналу «Ліги сміху». Тема гри «Знайомство» (з командою, з містом, із тренером). Трансляція на телебаченні відбулась 9 квітня 2016 року на каналі «1+1».
| Назва команди             | Олексій | Ігор | Антон | Сергій | Олена | Юрій | Ольга | Підсумок |
| ------------------------- | ------- | ---- | ----- | ------ | ----- | ---- | ----- | -------- |
| «Лукас»                   | 1       | ⭐️   | 1     | 1      | 1     | 1    | 1     | 6        |
| «Де Рішельє»              | ⭐️      | 1    | ×     | 1      | 1     | 1    | 1     | 5        |
| «Отдыхаем вместе»         | ×       | 1    | 1     | 1      | ⭐️    | 1    | 1     | 5        |
| «Воробушек»               | 1       | 1    | ⭐️    | ×      | ×     | 1    | 1     | 4        |
| «Трио „Разные“ и Ведущий» | 1       | ×    | ×     | 1      | 1     | ⭐️   | 1     | 4        |
| «Украинские спасатели»    | 1       | 1    | ×     | ⭐️     | ×     | 1    | 1     | 4        |
| «Замок Любарта»           | 1       | 1    | 1     | ×      | 1     | 1    | ⭐️    | 5        |

| Назва команди             | Олексій | Ігор | Антон | Сергій | Олена | Юрій | Ольга | Підсумок |
| ------------------------- | ------- | ---- | ----- | ------ | ----- | ---- | ----- | -------- |
| «Воробушек»               | 1       | 1    | ⭐️    | ⭐️     | 1     | ⭐️   | 1     | 4        |
| «Трио „Разные“ и Ведущий» | 1       | 1    | ⭐️    | ⭐️     | 1     | ⭐️   | 1     | 4        |
| «Украинские спасатели»    | ×       | ×    | ⭐️    | ⭐️     | ×     | ⭐️   | ×     | 0        |

### Третя гра
6 березня 2016 року в Палаці культури НТУУ «КПІ» відзняли третю гру 1/8 фіналу «Ліги сміху». Тема гри «Телебачення». Трансляція на телебаченні відбулась 16 квітня 2016 року на каналі «1+1».
| Назва команди             | Олексій | Ігор | Антон | Сергій | Олена | Юрій | Ольга | Підсумок |
| ------------------------- | ------- | ---- | ----- | ------ | ----- | ---- | ----- | -------- |
| «Отдыхаем вместе»         | 1       | 1    | 1     | 1      | ⭐️    | 1    | 1     | 6        |
| «Трио „Разные“ и Ведущий» | 1       | 1    | 1     | ×      | 1     | ⭐️   | 1     | 5        |
| «Де Рішельє»              | ⭐️      | 1    | 1     | 1      | 1     | 1    | 1     | 6        |
| «Замок Любарта»           | 1       | 1    | 1     | ×      | 1     | 1    | ⭐️    | 5        |
| «Кілометр кімоно»         | 1       | ×    | 1     | ⭐️     | 1     | 1    | 1     | 5        |
| «Прозрачный гонщик»       | 1       | ⭐️   | 1     | ×      | 1     | 1    | 1     | 5        |

| Назва команди             | Олексій | Ігор | Антон | Сергій | Олена | Юрій | Ольга | Підсумок |
| ------------------------- | ------- | ---- | ----- | ------ | ----- | ---- | ----- | -------- |
| «Трио „Разные“ и Ведущий» | ×       | ⭐️   | 1     | ⭐️     | ?     | ⭐️   | ⭐️    | 1        |
| «Замок Любарта»           | 1       | ⭐️   | 1     | ⭐️     | 1     | ⭐️   | ⭐️    | 3        |
| «Кілометр кімоно»         | 1       | ⭐️   | ×     | ⭐️     | ?     | ⭐️   | ⭐️    | 1        |
| «Прозрачный гонщик»       | 1       | ⭐️   | 1     | ⭐️     | 1     | ⭐️   | ⭐️    | 3        |

| Назва команди             | Олексій | Ігор | Антон | Сергій | Олена | Юрій | Ольга | Підсумок |
| ------------------------- | ------- | ---- | ----- | ------ | ----- | ---- | ----- | -------- |
| «Трио „Разные“ и Ведущий» | 1       | ⭐️   | ×     | ⭐️     | 1     | ⭐️   | ⭐️    | 2        |
| «Кілометр кімоно»         | ×       | ⭐️   | 1     | ⭐️     | ×     | ⭐️   | ⭐️    | 1        |

### Четверта гра
6 березня 2016 року в Палаці культури НТУУ «КПІ» відзняли четверту гру 1/8 фіналу «Ліги сміху». Тема гри «Телебачення». Трансляція на телебаченні відбулася 23 квітня 2016 року на каналі «1+1».
| Назва команди   | Олексій | Ігор | Антон | Сергій | Олена | Юрій | Ольга | Підсумок |
| --------------- | ------- | ---- | ----- | ------ | ----- | ---- | ----- | -------- |
| «V.I.P.»        | 1       | 1    | 1     | 1      | ⭐️    | 1    | 1     | 6        |
| «Воробушек»     | 1       | 1    | ⭐️    | 1      | 1     | 1    | ×     | 5        |
| «180 и выше»    | ⭐️      | 1    | 1     | 1      | ×     | 1    | 1     | 5        |
| «Любимый город» | 1       | 1    | 1     | 1      | ×     | ⭐️   | 1     | 5        |
| «Коліжанки»     | 1       | 1    | ×     | 1      | 1     | ×    | ⭐️    | 4        |
| «Лукас»         | 1       | ⭐️   | 1     | 1      | 1     | 1    | ×     | 5        |

## ¼ фіналу

### Перша гра
15 квітня 2016 року в Палаці культури НТУУ «КПІ» відзняли першу гру 1/4 фіналу «Ліги сміху». Тема гри «Туризм»: «Замок Любарта» — екотуризм; «Де Рішельє» — сафарі; «Отдыхаем вместе» — кулінарний туризм; «Трио „Разные“ и Ведущий» — шоп-туризм; «Прозрачный гонщик» — космічний туризм. Трансляція на телебаченні відбулась 30 квітня 2016 року на каналі «1+1».
| Назва команди             | Олексій | Ігор | Антон | Сергій | Олена | Юрій | Ольга | Підсумок |
| ------------------------- | ------- | ---- | ----- | ------ | ----- | ---- | ----- | -------- |
| «Замок Любарта»           | ×       | 1    | 1     | 1      | 1     | 1    | ⭐️    | 5        |
| «Де Рішельє»              | ⭐️      | 1    | 1     | 1      | 1     | 1    | ×     | 5        |
| «Отдыхаем вместе»         | 1       | 1    | 1     | 1      | ⭐️    | 1    | 1     | 6        |
| «Трио „Разные“ и Ведущий» | 1       | 1    | 1     | 1      | 1     | ⭐️   | ×     | 5        |
| «Прозрачный гонщик»       | 1       | ⭐️   | 1     | 1      | 1     | 1    | ×     | 5        |

| Назва команди             | Олексій | Ігор | Антон | Сергій | Олена | Юрій | Ольга | Підсумок |
| ------------------------- | ------- | ---- | ----- | ------ | ----- | ---- | ----- | -------- |
| «Замок Любарта»           | ⭐️      | ⭐️   | ×     | ×      | ×     | ⭐️   | ⭐️    | 0        |
| «Де Рішельє»              | ⭐️      | ⭐️   | ×     | ×      | ×     | ⭐️   | ⭐️    | 0        |
| «Трио „Разные“ и Ведущий» | ⭐️      | ⭐️   | —     | 1      | 1     | ⭐️   | ⭐️    | 2        |
| «Прозрачный гонщик»       | ⭐️      | ⭐️   | 1     | 1      | —     | ⭐️   | ⭐️    | 2        |

| Назва команди   | Олексій | Ігор | Антон | Сергій | Олена | Юрій | Ольга | Підсумок |
| --------------- | ------- | ---- | ----- | ------ | ----- | ---- | ----- | -------- |
| «Замок Любарта» | ⭐️      | 1    | ×     | ×      | 1     | ×    | ⭐️    | 2        |
| «Де Рішельє»    | ⭐️      | ×    | 1     | 1      | ×     | 1    | ⭐️    | 3        |

### Друга гра
17 квітня 2016 року в Палаці культури НТУУ «КПІ» відзняли другу гру 1/4 фіналу «Ліги сміху». Тема гри «Екстрим»: «Любимый город» — водний; «180 и выше» — гірськолижний; «Лукас» — міський; «Воробушек» — екстрим безпека; «V.I.P.» — байкери. Трансляція на телебаченні відбулась 7 травня 2016 року на каналі «1+1».
| Назва команди   | Олексій | Ігор | Антон | Сергій | Олена | Юрій | Ольга | Підсумок |
| --------------- | ------- | ---- | ----- | ------ | ----- | ---- | ----- | -------- |
| «Любимый город» | 1       | 1    | 1     | 1      | 1     | ⭐️   | 1     | 6        |
| «180 и выше»    | ⭐️      | 1    | ×     | 1      | 1     | 1    | ×     | 4        |
| «Лукас»         | 1       | ⭐️   | 1     | 1      | 1     | 1    | 1     | 6        |
| «Воробушек»     | 1       | ×    | ⭐️    | 1      | ×     | 1    | 1     | 4        |
| «V.I.P.»        | 1       | 1    | 1     | 1      | ⭐️    | 1    | 1     | 6        |

| Назва команди | Олексій | Ігор | Антон | Сергій | Олена | Юрій | Ольга | Підсумок |
| ------------- | ------- | ---- | ----- | ------ | ----- | ---- | ----- | -------- |
| «180 и выше»  | ⭐️      | ×    | ⭐️    | ×      | 1     | ×    | ×     | 1        |
| «Воробушек»   | ⭐️      | 1    | ⭐️    | 1      | ×     | 1    | 1     | 4        |

## ½ фіналу

### Перша гра
30 вересня 2016 року в Палаці культури НТУУ «КПІ» відзняли першу гру 1/2 фіналу «Ліги сміху». Тема гри «Пригоди»: «Лукас» — козаки; «V.I.P.» — пірати; «Воробушек» — лицари; «Трио „Разные“ и Ведущий» — мушкетери. Трансляція на телебаченні відбулась 15 жовтня 2016 року на каналі «1+1».
| Назва команди             | Олексій | Ігор | Антон | Сергій | Олена | Юрій | Ольга | Підсумок |
| ------------------------- | ------- | ---- | ----- | ------ | ----- | ---- | ----- | -------- |
| «Лукас»                   | ×       | ⭐️   | ×     | 1      | 1     | 1    | 1     | 4        |
| «Воробушек»               | 1       | ×    | ⭐️    | 1      | 1     | 1    | ×     | 4        |
| «V.I.P.»                  | 1       | 1    | 1     | 1      | ⭐️    | 1    | 1     | 6        |
| «Трио „Разные“ и Ведущий» | 1       | 1    | 1     | 1      | 1     | ⭐️   | 1     | 6        |

| Назва команди | Олексій | Ігор | Антон | Сергій | Олена | Юрій | Ольга | Підсумок |
| ------------- | ------- | ---- | ----- | ------ | ----- | ---- | ----- | -------- |
| «Лукас»       |         | ⭐️   | ⭐️    |        | 1     | 1    | 1     | 3        |
| «Воробушек»   | 1       | ⭐️   | ⭐️    | 1      |       |      |       | 2        |

### Друга гра
2 жовтня 2016 року в Палаці культури НТУУ «КПІ» відзняли другу гру 1/2 фіналу «Ліги сміху». Тема гри «Мандри»: «Прозрачный гонщик» - робінзонада; «Отдыхаем вместе» - великий шовковий шлях; «Любимый город» - золота лихоманка; «Де Рішельє» - загублений світ.Трансляція на телебаченні відбулась 22 жовтня 2016 року на каналі «1+1».
| Назва команди       | Олексій | Ігор | Антон | Сергій | Олена | Юрій | Ольга | Підсумок |
| ------------------- | ------- | ---- | ----- | ------ | ----- | ---- | ----- | -------- |
| «Любимый город»     | 1       | 1    | x     | 1      | 1     | ⭐️   | 1     | 5        |
| «Отдыхаем вместе»   | 1       | 1    | x     | 1      | ⭐️    | 1    | 1     | 5        |
| «Де Рішельє»        | ⭐️      | 1    | 1     | 1      | x     | 1    | 1     | 5        |
| «Прозрачный гонщик» | 1       | ⭐️   | 1     | 1      | 1     | 1    | 1     | 6        |

| Назва команди     | Олексій | Ігор | Антон | Сергій | Олена | Юрій | Ольга | Підсумок |
| ----------------- | ------- | ---- | ----- | ------ | ----- | ---- | ----- | -------- |
| «Любимый город»   | ⭐️      |      |       |        | ⭐️    | ⭐️   | 1     | 1        |
| «Отдыхаем вместе» | ⭐️      | 1    | 1     | 1      | ⭐️    | ⭐️   | 1     | 4        |
| «Де Рішельє»      | ⭐️      | 1    | 1     | 1      | ⭐️    | ⭐️   |       | 3        |

### Третя гра
4 жовтня 2016 року в Палаці культури НТУУ «КПІ» відзняли третю гру 1/2 фіналу «Ліги сміху». Тема гри «Ліга зірок»: «Прозрачный гонщик» — робінзонада; «Отдыхаем вместе» — великий шовковий шлях; «Трио „Разные“ и Ведущий» — мушкетери. Трансляція на телебаченні відбулась 29 жовтня 2016 року на каналі «1+1».
| Назва команди             | Гість              | Олексій | Ігор | Антон | Сергій | Олена | Юрій | Ольга | Підсумок |
| ------------------------- | ------------------ | ------- | ---- | ----- | ------ | ----- | ---- | ----- | -------- |
| «Отдыхаем вместе»         | Руслана Писанка    | x       | 1    | 1     | 1      | ⭐️    | 1    | 1     | 5        |
| «Трио „Разные“ и Ведущий» | MONATIK            | 1       | 1    | 1     | 1      | 1     | ⭐️   | 1     | 6        |
| «Прозрачный гонщик»       | Олександр Андросов | 1       | ⭐️   | 1     | 1      | 1     | 1    | 1     | 6        |

| Назва команди             | Олексій | Ігор | Антон | Сергій | Олена | Юрій | Ольга | Підсумок |
| ------------------------- | ------- | ---- | ----- | ------ | ----- | ---- | ----- | -------- |
| «Трио „Разные“ и Ведущий» | 1       | 1    | 1     | x      | 1     | ⭐️   | 1     | 5        |
| «Прозрачный гонщик»       | 1       | ⭐️   | 1     | x      | 1     | 1    | 1     | 5        |

| Назва команди             | Олексій | Ігор | Антон | Сергій | Олена | Юрій | Ольга | Підсумок |
| ------------------------- | ------- | ---- | ----- | ------ | ----- | ---- | ----- | -------- |
| «Трио „Разные“ и Ведущий» | —       | ⭐️   | —     | —      | —     | ⭐️   | —     | Програш  |
| «Прозрачный гонщик»       | —       | ⭐️   | —     | —      | —     | ⭐️   | —     | Фінал    |

### Четверта гра
6 жовтня 2016 року в Палаці культури НТУУ «КПІ» відзняли четверту гру 1/2 фіналу «Ліги сміху». Трансляція на телебаченні відбудеться 5 листопада 2016 року на каналі «1+1».
| Назва команди | Гість          | Олексій | Ігор | Антон | Сергій | Олена | Юрій | Ольга | Підсумок |
| ------------- | -------------- | ------- | ---- | ----- | ------ | ----- | ---- | ----- | -------- |
| «Лукас»       | Монро          | 1       | ⭐️   | 1     | 1      | 1     | 1    | 1     | 6        |
| «Де Рішельє»  | Віра Брежнєва  | ⭐️      | 1    | 1     | 1      | 1     | 1    | 1     | 6        |
| «V.I.P.»      | Сергій Сосєдов | 1       | 1    | 1     | 1      | ⭐️    | 1    | 1     | 6        |

| Назва команди | Олексій | Ігор | Антон | Сергій | Олена | Юрій | Ольга | Підсумок |
| ------------- | ------- | ---- | ----- | ------ | ----- | ---- | ----- | -------- |
| «Лукас»       | ⭐️      | ⭐️   | —     | —      | ⭐️    | —    | —     | Перемога |
| «Де Рішельє»  | ⭐️      | ⭐️   | —     | —      | ⭐️    | —    | —     | Програш  |
| «V.I.P.»      | ⭐️      | ⭐️   | —     | —      | ⭐️    | —    | —     | Перемога |

| Назва команди | Олексій | Ігор | Антон | Сергій | Олена | Юрій | Ольга | Підсумок |
| ------------- | ------- | ---- | ----- | ------ | ----- | ---- | ----- | -------- |
| «Лукас»       | 1       | ⭐️   | 1     | 1      | 1     | 1    | 1     | 6        |
| «V.I.P.»      | 1       | 1    | 1     | 1      | ⭐️    | 1    | 1     | 6        |

| Назва команди | Олексій | Ігор | Антон | Сергій | Олена | Юрій | Ольга | Підсумок |
| ------------- | ------- | ---- | ----- | ------ | ----- | ---- | ----- | -------- |
| «Лукас»       | —       | ⭐️   | —     | —      | ⭐️    | —    | —     | Фінал    |
| «V.I.P.»      | —       | ⭐️   | —     | —      | ⭐️    | —    | —     | Фінал    |

## Фінал
28 листопада 2016 року в Палаці культури НТУУ «КПІ» відзняли фінал «Ліги сміху». Трансляція на телебаченні відбулася 10 грудня 2016 року на каналі «1+1».
| Назва команди       | Олексій | Ігор | Антон | Сергій | Олена | Юрій | Ольга | Підсумок |
| ------------------- | ------- | ---- | ----- | ------ | ----- | ---- | ----- | -------- |
| «Лукас»             | 1       | ⭐️   | 1     | x      | x     | 1    | 1     | 4        |
| «V.I.P.»            | 1       | x    | 1     | x      | ⭐️    | 1    | 1     | 4        |
| «Прозрачный гонщик» | 1       | ⭐️   | 1     | 1      | x     | 1    | x     | 4        |

| Назва команди       | Олексій | Ігор | Антон | Сергій | Олена | Юрій | Ольга | Підсумок | Загальний підсумок |
| ------------------- | ------- | ---- | ----- | ------ | ----- | ---- | ----- | -------- | ------------------ |
| «Лукас»             |         | ⭐️   |       | 1      |       |      |       | 1        | 8                  |
| «V.I.P.»            |         |      |       |        | ⭐️    | 1    |       | 1        | 8                  |
| «Прозрачный гонщик» | 1       | ⭐️   | 1     |        |       |      | 1     | 3        | 9                  |

| Назва команди       | Гість           | Олексій | Ігор | Антон | Сергій | Олена | Юрій | Ольга | Підсумок | Загальний підсумок |
| ------------------- | --------------- | ------- | ---- | ----- | ------ | ----- | ---- | ----- | -------- | ------------------ |
| «Лукас»             | Надія Дорофєєва | 1       | ⭐️   | 1     | x      | x     | 1    | 1     | 4        | 8                  |
| «V.I.P.»            | Віктор Павлік   | 1       | x    | 1     | x      | ⭐️    | 1    | 1     | 4        | 8                  |
| «Прозрачный гонщик» | Євген Кошовий   | 1       | ⭐️   | 1     | 1      | x     | x    | 1     | 4        | 9                  |

| Назва команди       | Олексій | Ігор | Антон | Сергій | Олена | Юрій | Ольга | Підсумок | Загальний підсумок |
| ------------------- | ------- | ---- | ----- | ------ | ----- | ---- | ----- | -------- | ------------------ |
| «Лукас»             |         | ⭐️   |       |        |       |      |       | 0        | 8                  |
| «V.I.P.»            | 1       |      |       | 1      | ⭐️    | 1    | 1     | 4        | 9                  |
| «Прозрачный гонщик» |         | ⭐️   | 1     |        |       |      |       | 1        | 9                  |

| Назва команди       | Олексій | Ігор | Антон | Сергій | Олена | Юрій | Ольга | Підсумок | Загальний підсумок |
| ------------------- | ------- | ---- | ----- | ------ | ----- | ---- | ----- | -------- | ------------------ |
| «V.I.P.»            |         |      |       |        | ⭐️    | 1    | 1     | 2        | 9                  |
| «Прозрачный гонщик» | 1       | ⭐️   | 1     | 1      |       |      |       | 3        | 10                 |